# Ludger Mees
Ludger Mees (Essen, Alemanya, 1957) és un llicenciat en ciències socials i pedagogia alemany,
professor d'història contemporània i, des del 2004, vicerector d'euskera de la Universitat del País Basc. Intervingué al documental Galíndez, sobre la figura de Jesús de Galíndez Suárez.
S'ha especialitzat en la història del nacionalisme i del conflicte polític basc. Ha publicat llibres sobre el Partit Nacionalista Basc i sobre el lehendakari José Antonio Aguirre, que no sempre han estat ben valorats per la classe política del País Basc: 
| «                  | Por cierto, el libro de Ludger Mees [El Profeta Pragmatico: Aguirre, El Primer Lehendakari (1939-1960)] no es nada recomendable. | » |
| — Iñaki Anasagasti | |   |

## Obra
Autor
- (castellà) Nacionalismo vasco, movimiento obrero y cuestión social, 1903-1923. Bilbao, 1991.
- (anglès) Nationalism, Violence And Democracy. The Basque Clash of identities. Palgrave MacMillan, 2003. ISBN 1403902658[6]
- (castellà) El Profeta Pragmatico: Aguirre, El Primer Lehendakari (1939-1960). Alberdania, 2006.[7][8][9]
- (anglès) The Basque Contention: Ethnicity, Politics, Violence.[10] Routledge, 2019.

Coautor
- (castellà) El Péndulo Patriótico. Historia del Partido Nacionalista Vasco, I: 1895-1936. Amb S. De Pablo y J.A. Rodríguez Ranz. Editorial Crítica, 1999.
- (castellà) El Péndulo Patriótico. Historia del Partido Nacionalista Vasco, II: 1936-1979. Amb S. De Pablo y J.A. Rodríguez Ranz. Editorial Crítica, 2001.[11]
- (castellà) El péndulo patriótico, historia del Partido Nacionalista Vasco, 1895-2005. Amb Santiago de Pablo. Editorial Crítica, 2005.